# ModelSim
ModelSim est un outil de Mentor Graphics. Il fournit un environnement complet de simulation et débogage pour les designs complexes en ASIC et en FPGA. Il supporte plusieurs langages de description, dont le Verilog, le SystemVerilog, le VHDL et le SystemC.
Les sites de Xilinx et Altera proposent une version gratuite de l'outil de simulation non-libre Modelsim.